# Wolfram Jacobi
Wolfram Jacobi (* 6. Februar 1928 in Dresden; † 26. Oktober 2015 in Leipzig) war ein deutscher Dirigent und Komponist. 1960 wurde ihm der Titel Musikdirektor verliehen.

## Werdegang
Wolfram Jacobi war der Sohn des Schauspielers Waldemar Jacobi und der Maskenbildnerin Else Jacobi. Seine musikalische Ausbildung zum Kapellmeister und Komponisten erhielt er von 1942 bis 1945 an der „Akademie für Musik, Theater und Tanz“ in Dresden, heute Hochschule für Musik Carl Maria von Weber. Hier waren seine Lehrer Kurt Striegler und Ernst Hintze (Dirigieren), Joseph Lederer (Komposition) sowie Elisabeth Steinmetz-Bock und Arletta Hypius (Gesang).
Im Laufe seiner 46-jährigen Bühnenkarriere nahm er an folgenden Wirkungsstätten immer verantwortungsvollere Funktionen wahr:
- Carl-Maria-von-Weber-Theater Bernburg, 1947–1951, 2. Kapellmeister / Chordirektor
- Theater der Stadt Brandenburg, 1951–1952, 1954–1957, Kapellmeister und Studienleiter
- Bühnen der Stadt Quedlinburg, 1952–1954, 1. Opernkapellmeister
- Staatliches Orchester Aue, 1959–1971, Chefdirigent
- Theater der Altmark Stendal, 1971–1979, Musikalischer Oberleiter, Leiter des Musiktheaters, Stellvertretender Intendant und Regisseur
- Stadttheater Döbeln, 1979–1993, Intendant, Leiter des Musiktheaters, Oberspielleiter, Regisseur und Dirigent

Dazu kommen zahlreiche Gastdirigate in der ehemaligen ČSSR, in Polen, Bulgarien und Rumänien. Als Opernregisseur kam er auf über 80 Inszenierungen, die meist in Verbindung mit seiner musikalischen Leitung entstanden.

## Werk
Das kompositorische Schaffen Wolfram Jacobis reicht von der Sinfonik (2 Sinfonien) über Chorsätze und Schauspielmusiken bis zur Oper. Als Beispiele seien angeführt:
- „Die diebischen Enten“, Ballett, 1955
- Klavierkonzert Nr. 1 C-Dur, 1960
- Konzert für Oboe und Streichorchester, 1965

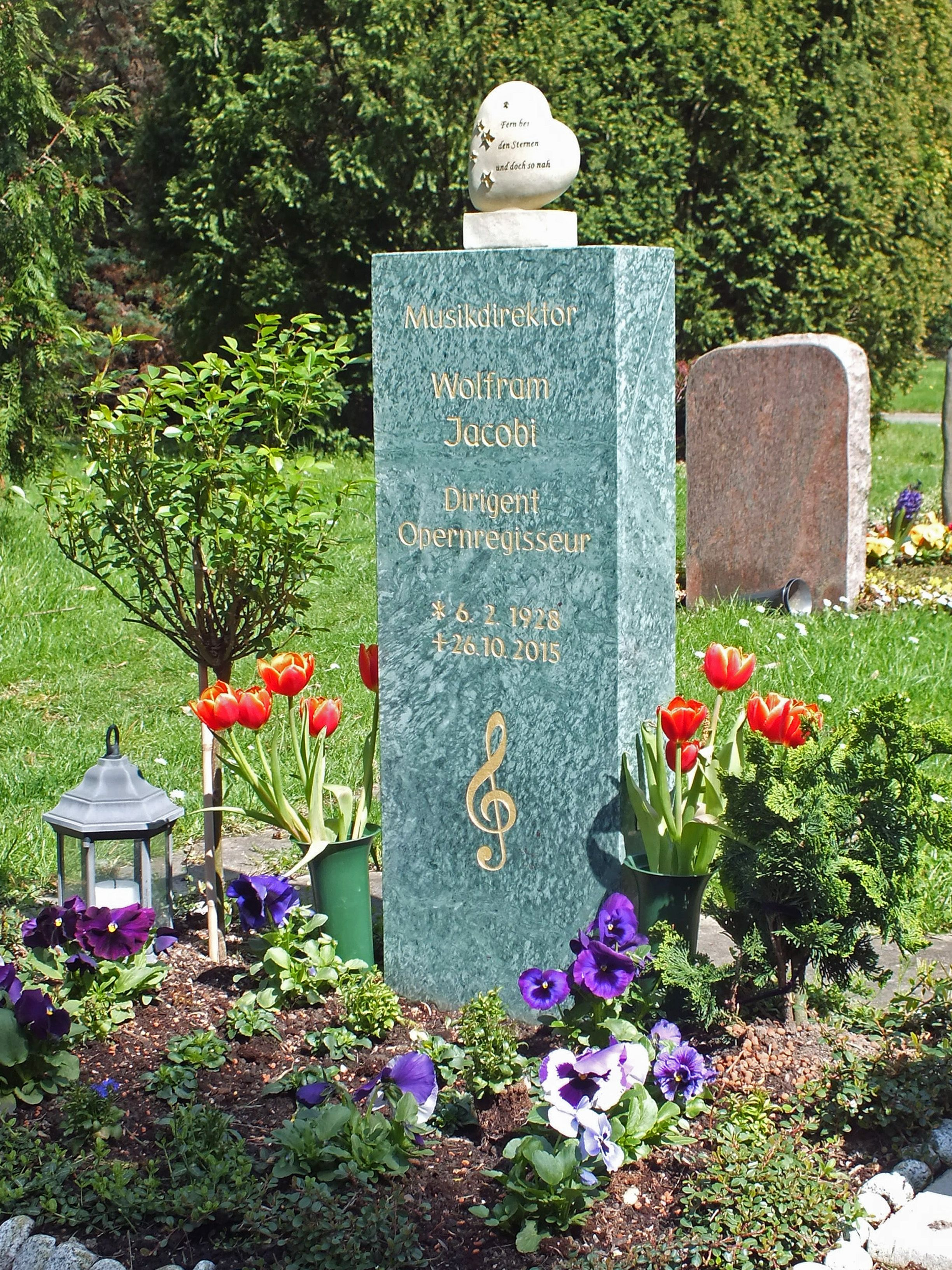
Sein Grab auf dem Leipziger Südfriedhof

- „Ephialtes“, Oper,  2000
- „Dornröschen“, Kinderoper, 2002
- „Der Sturm“, Oper, 2008

## Familie
Wolfram Jacobi war u. a. mit der Schauspielerin Irene-Waldburg Struwe, der Schwester des Schauspielers Alfred Struwe, verheiratet. Ihre Tochter Bettina wurde 1953 in Leipzig geboren. Von 1982 bis zu seinem Tod war Wolfram Jacobi mit der Schauspielerin Petra Jacobi verheiratet.
Wolfram Jacobi verbrachte seine letzten Lebensjahre in Leipzig. Er wurde auf dem Südfriedhof in Leipzig beigesetzt.
Sein Bruder Günther Jacobi (geb. 1930) war Schauspieler, zuletzt am Theater in Heilbronn.